# Antonio Estrada
Antonio Estrada (n. Chiclana de la Frontera; 1956) es un escritor, actor, dramaturgo y director teatral español. 
Estudia Psicología en la Universidad de Sevilla, donde comienza su carrera de actor. En los 80 pasa al Madrid de la movida, compartiendo cartel con Loles León. Ha realizado numerosos cabarets; vinculado al Centro Andaluz de Teatro (CAT). En su última obra defiende el valor del habla gaditana y su imaginario colectivo.

## Obras
- Mamá en Cái y Papá en Canarias
- El desván de Barrault
- Motel Las Ballenas
- Guajira
- Idilio
- Una chica Ziegfield
- El hombre íntegro
- París Tánger
- Comedias
- Lorca de remate

## Trabajos
- Actor
- Escritor
- Profesor de teatro en la Casa de la Cultura de Chiclana de la Frontera

- Datos: Q5698262